# مدرسة كامبردج الدولية (قطر)
مدرسة كامبردج الدوحة المعروفة أيضا بالاسم المخصر تي سي إس هي مدرسة دولية خاصة تقع في الدوحة، قطر وتوفر المدرسة تعليما يعتمد على المنهاج الوطني لإنجلترا للطلاب من رياض الأطفال حتى الصف التاسع. تعد المدرسة الطلاب للشهادة العامة الدولية للتعليم الثانوي والمستوى المتقدم من شهادة التعليم العام حسب تقييم كامبريدج للتعليم الدولي. نمت المدرسة من أقل من 300 طالب قبل سبع سنوات إلى ما يقرب من 1500 طالب مع أكثر من 60 جنسية مختلفة. بعض أعضاء هيئة التدريس هم من المملكة المتحدة واسكتلندا ومعظمهم من كينيا ونيجيريا والهند. تأسست المدرسة من قبل محمد طالب محمد الخوري وتديرها مجموعة طالب. كما تمتلك الشركة وتدير مدرستين أخريين في قطر وهما مدرسة كامبريدج الدولية للبنات ومدرسة الدوحة الحديثة الهندية.
تنقسم المدرسة إلى ثلاثة أقسام: رياض الأطفال والابتدائية والثانوية. كل قسم له رئيس قسم. مدرسة كامبردج لديها أيضا الشكل السادس. تنقسم الأقسام الابتدائية والثانوية أيضا إلى مراحل رئيسية. يتم تدريس الفتيان والفتيات معا في جميع الصفوف. الطلاب المسجلين في المدرسة من بلدان مثل أستراليا وإنجلترا وجنوب أفريقيا والهند وباكستان وجنوب شرق آسيا. يتلقى طلاب الدراسات العليا من الصف 11 و 12 و 13 شهادات الشهادة العامة الدولية للتعليم الثانوي والمستوى المتقدم من شهادة التعليم العام وتقييم كامبريدج للتعليم الدولي.

## التاريخ

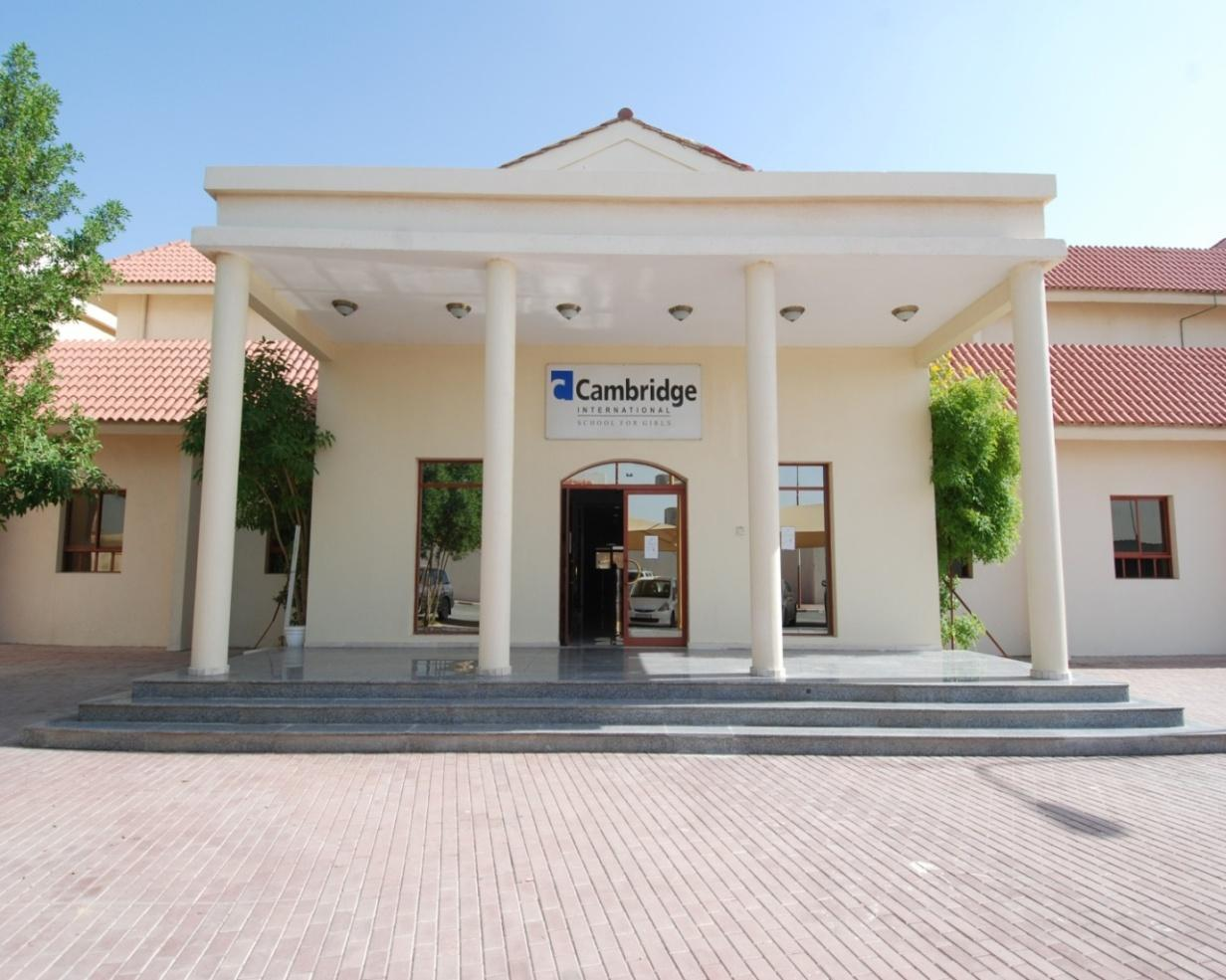
الحرم المدرسي لمدرسة كامبردج الدولية للبنات.

تأسست مدرسة كامبريدج الدوحة في عام 2001 وافتتحت في سبتمبر 2002 بانتساب أقل من 300 طالب. في عام 2003 بدأت المدرسة في تقديم الشهادة العامة الدولية للتعليم الثانوي تليها المستوى المتقدم في شهادة التعليم العام في عام 2005. أدى ثمانية عشر طالب اليمين بصفتهم قادة ونواب قادة المنازل والمحافظين.
مدرسة كامبردج الدولية للبنات التي أنشئت في عام 2004 بهدف أساسي هو توفير التعليم للفتيات. توفر المدرسة المنهاج الوطني لإنكلترا وويلز ومعظم أعضاء هيئة التدريس لغتهم الأم هي الإنجليزية. لديها روضة أطفال ومدرسة ابتدائية مزدهرة وكلاهما يستند إلى المناهج الدراسية الناشئة في السنوات المبكرة. المدرسة الثانوية هي فقط للفتيات التي تقدم الشهادة العامة الدولية للتعليم الثانوي تليها المستوى المتقدم في شهادة التعليم العام. المدرسة هي أول مدرسة للبنات في القطاع الخاص.
في عام 2008 تولت مجموعة طالب إدارة المدارس. إدارة المدارس التي كانت تجري سابقا من قبل جيمس إدوكاتيون من مجموعة فاركي قامت بها مجموعة طالب.

## المنهج الدراسي
تقدم مدرسة كامبريدج الدوحة المنهاج الوطني لإنكلترا مع إضافة اللغة العربية والدراسات الإسلامية للطلاب من رياض الأطفال حتى الصف 9. كما يتم تقديم تاريخ قطر للصف التاسع. تتبع رياض الأطفال في السنوات المبكرة مؤسسة التدريب الابتدائي والثانوي التابع للمنهج البريطاني. في نهاية العام 9 يقوم الطلاب باختيار خيارات التعليم الثانوي العام الدولي من خلال مجلس امتحانات كامبردج الدولية. بعدها يتم دراسة الموضوعات المتقدمة التكميلية والمستوى المتقدم تحت مجلس كامبردج للامتحانات الدولية.
الموضوعات الرئيسية التي تدرس في المدرسة تتكون من ثلاثة مستويات: الأساسية والمؤسسة والإضافية. تشمل المواد الأساسية اللغة الإنجليزية والرياضيات والعلوم وتكنولوجيا المعلومات والاتصالات. تشمل موضوعات المؤسسة التاريخ والجغرافيا والفن والموسيقى والتربية البدنية ومجموعة مختارة من اللغات الثانية والتي تشمل اللغة الفرنسية واللغة العربية. تشمل المواضيع الإضافية اللغة العربية للناطقين بها وغير الناطقين بها والدراسات الإسلامية للمسلمين والتعليم الأخلاقي. تقدم المدرسة التعليم الثانوي العام الدولي للسنوات 10 و 11. يجب على الطلاب اتخاذ ما لا يقل عن ثمانية مواضيع التي تتكون من مادتين إجباريتين وستة مواضيع اختيارية. المستوى المتقدم لطلاب الصفين 12 و 13. يجب على الطلاب اتخاذ ما لا يقل عن ثلاثة مواضيع والحد الأقصى أربعة مواضيع. الطلاب الذين يرغبون في مواصلة الحصول على شهادة التعليم الثانوي العام الدولي الحصول على تقدير ب لدراسة الرياضيات والفيزياء والكيمياء.
تقدم مدرسة كامبريدج الدوحة الشكل السادس للطلاب في الصفين 12 و 13 منذ عام 2005. الشكل السادس يقدم المستوى المتقدم للصف 12 ومستوى أ للصف 13. الزي الموحد يختلف عن طلاب الشكل السادس. يجب عليهم ارتداء بدلة رسمية. في السنة 12 يمكن للطلاب الاختيار بين ثلاثة وأربعة مواضيع في المستوى المتقدم للدراسة. تفتح المدرسة مساء لطلبة الشكل السادس وتقدم لهم اختيار التطبيقات. الصف 12 و 13 يمكن أن يسهموا لصالح مجتمعهم في حصص الفراغ. لا تعقد الخدمة المجتمعية إلا في المدارس خلال ساعات الدوام المدرسي.

## الحياة المدرسية

### القبول

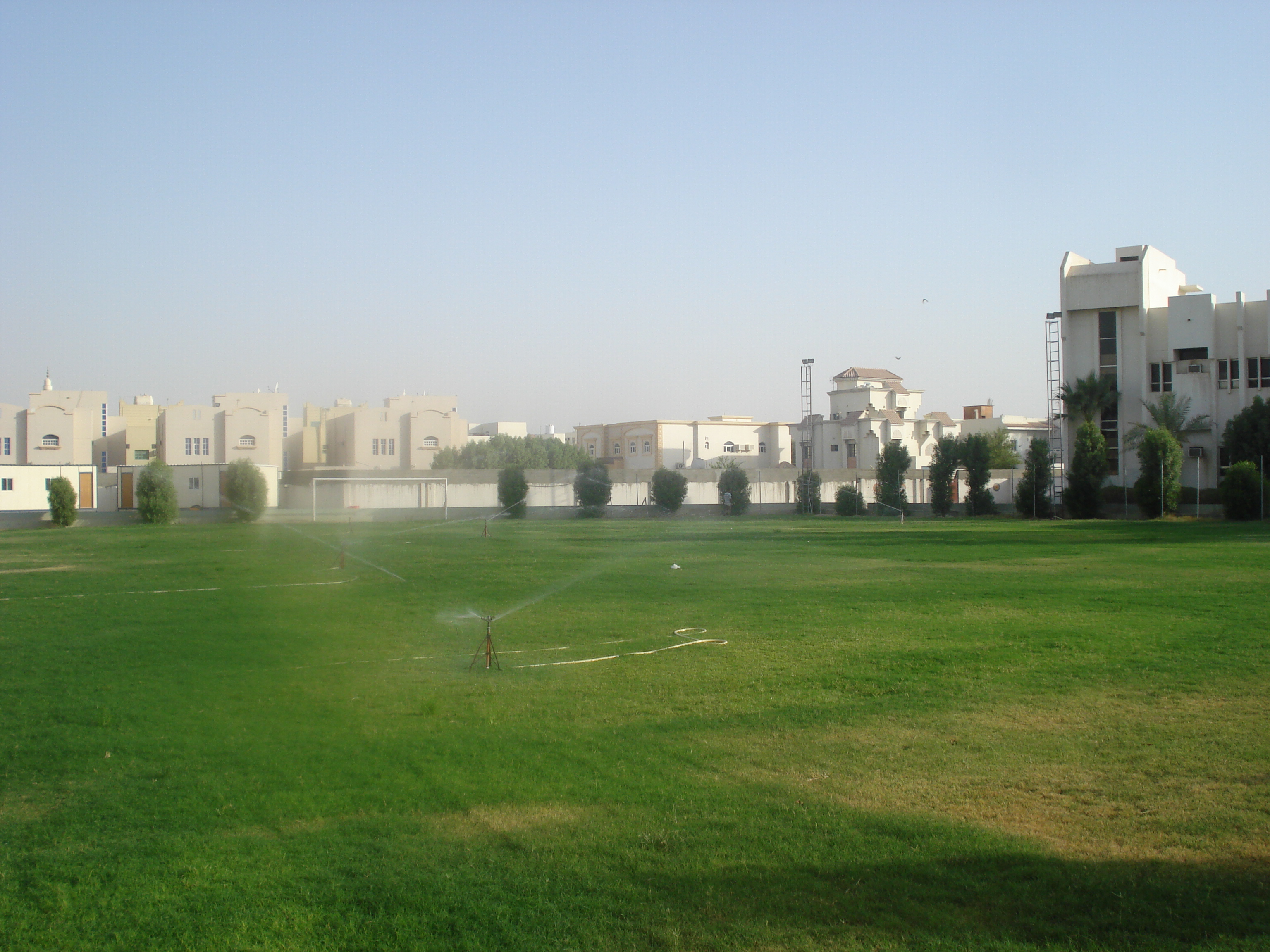
ملعب كرة القدم.

القبول انتقائي وبناء على الاختبار وبالنسبة لمعظم التلاميذ الثانويين ومقابلة وتوافر الأماكن.

### قيادة الطلبة
يوجد رئيس للبنين ورئيسة للبنات وهناك أيضا نائب رئيس للبنين ونائبة رئيسة للبنات الذين يتم اختيارهم سنويا من طلبة الصف 12 و13. يتمثل دورهم في مساعدة الموظفين ذوي الواجبات المحددة وتمثيل المدرسة في وظائف محددة. قادة البيوت والرياضة يؤدون الأنشطة الطلابية التنافسية في منزلهم وهي النسور والصقور والباز والعاسوق.
كل قائد مجموعة يجيب على أسئلة مجلس المدرسة ويمثل وجهات نظرهم واهتماماتهم. يضطلع مجلس المدارس بدور هام في ضمان معاملة الطلاب وتوليهم. فهم يفهمون سبب اتخاذ القرارات التي تؤثر عليهم. أعضاء مجلس المدرسة يعودون ويناقشون القضايا مع مجموعة المعلم بتوجيه من المعلم.

### اللا روتيني

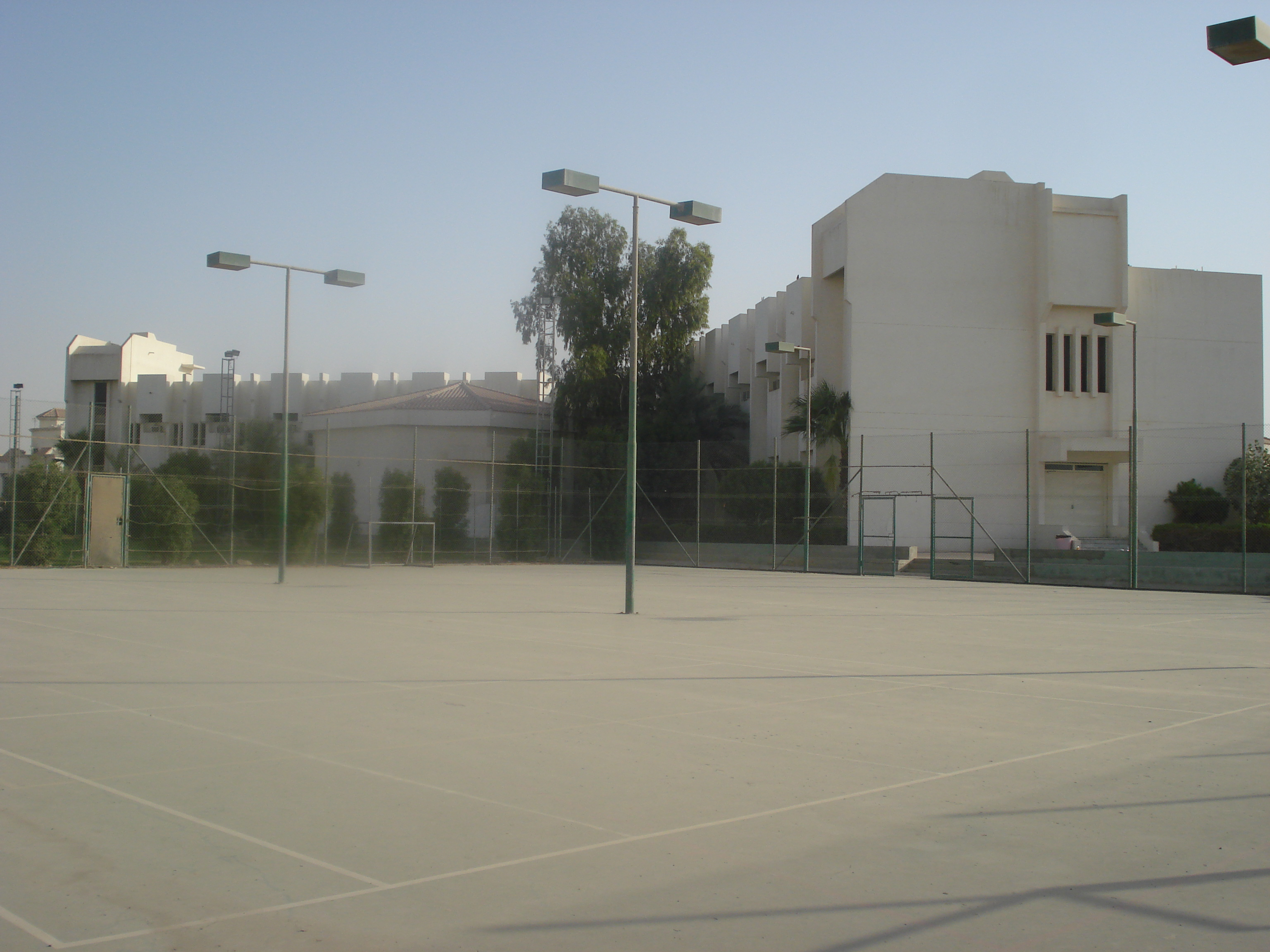
ملعب كرة السلة.

كما تقدم المدرسة أنشطة ما بعد الدوام المدرسي. من المتوقع أن يشارك جميع الطلاب يومي الاثنين والثلاثاء. يوم الاثنين للطلاب في السنوات 2 - 4 ويوم الثلاثاء للطلاب في السنوات 5 - 13. تشمل الأنشطة الرياضية ونادي العلوم والمناقشة والدراما. سيتم توجيه بعض الطلاب إلى أنشطة معينة كتدرج إضافي في اللغة العربية أو اللغة الإنجليزية.
مدرسة كامبريدج نشطة في الفرص خارج المدرسة ومن ضمنها المناظرات بين المدارس وسي إس 4 قطر في جامعة كارنيجي ميلون في قطر ومناظرة قطر.

## جدل
تم انتقاد مدرسة كامبريدج عند تقاعدهم مع المعلمين معظمها تضليلهم بشأن العقد الموقع بين الطرفين. كما زعم أن ديفيد ثروب هو جزء من مخطط تجنيد غير قانوني.
في 12 يونيو 2013 ألقت الشرطة الكينية في كيليماني القبض على مدير المدرسة ماندهاران بيلاي ونائب مدير المدرسة ديفيد ثروب بتهمة التعاقد مع المعلمين في كينيا بطرق غير مشروعة. حيث تم تأجير قاعة في فندق هيلتون بالاتفاق مع مدير الفندق الماليزي تشن كيم لونغ الذي ألقي القبض عليه أيضا. تبين من التحقيق دخول بيلاي وثروب بفيزا سياحية وليس بفيزا عمل. قال وزير الشئون الخارجية الكيني لازاروس أوبيتشو أن هؤلاء الرجال كانوا يعملون في وكالة توظيف دون المرور عبر القنوات الرسمية المناسبة في كينيا. ذكرت مصدر من السفارة الكينية في قطر أنه تم إطلاق سراح المتهمين الثلاثة ولكن يتوجب عليه البقاء في كينيا حتى انتهاء التحقيق في القضية. في مارس من العام السابق وقعت كينيا وقطر اتفاقا بشأن توظيف المواطنين الكينيين في قطر ووعدت كينيا قطر بإرسال رعاياها الكينيين كما أنها ستراقب عن كثب أعمال وكالات التوظيف.